# Helena van Anjou

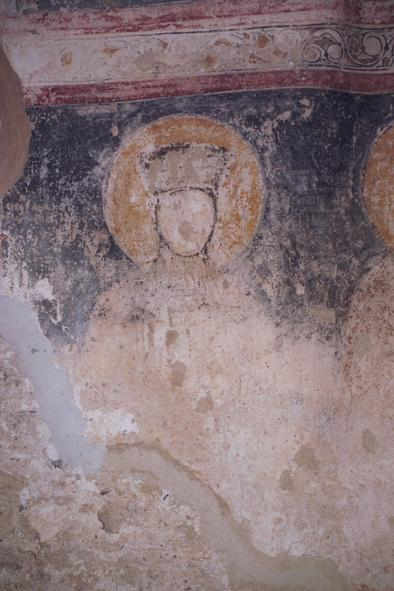
Helena van Anjou (1230-1314) als non

Helena van Anjou (ook wel Helena van Servië) werd geboren in 1230 in de Loirevallei, als verwante van de koning van Sicilië, Karel van Anjou. Ze werd uitgehuwelijkt aan de koning van Servië, Stefan Uroš I, als teken van bondgenootschap.  Ze leidde een eenvoudig leven, een waakte over de eenheid tussen haar zoons Dragutin en Milutin, en over de eenheid binnen haar rijk.
Op latere leeftijd droeg ze een geestelijk habijt, en liet zich Elisabeth noemen. In 1314 overleed ze te Skodra als non.
Helena van Anjou werd heilig verklaard, haar herdenkingsdag is 30 oktober. Ze is zowel een symbool binnen de Rooms-Katholieke als de orthodoxe Kerk.